# Erkan Eyibil
Erkan Eyibil (Kassel, 15 juni 2001) is een Duits-Turks voetballer die als middenvelder voor Ankara Keçiörengücü speelt.

## Carrière
Erkan Eyibil speelde in de jeugd van KSV Baunatal en 1. FSV Mainz 05. In het seizoen 2020/21 wordt hij door Mainz aan Go Ahead Eagles verhuurd. Op 11 september 2020 maakte hij zijn debuut in het betaald voetbal voor Go Ahead Eagles in de met 0-2 gewonnen uitwedstrijd tegen SC Cambuur. Hij begon in de basis en werd na 66 minuten vervangen door Mael Corboz. Hij scoorde zijn eerste doelpunt voor Go Ahead op 5 januari 2021, in de met 2-3 gewonnen uitwedstrijd tegen Jong PSV. Buiten het veld zorgde Eyibil echter voor problemen: Hij werd twee keer uit de selectie gezet en besloot al voor het einde van het seizoen terug te keren naar Mainz. In de zomer van 2021 vertrok hij naar het Turkse Antalyaspor, waar hij een contract tot 2026 tekende. Deze club verhuurde hem achtereenvolgens aan het tweede elftal van VfB Stuttgart, Gençlerbirliği SK en Ankara Keçiörengücü.

### Statistieken
| Seizoen                        | Club                  | Land           | Competitie         | Competitie | Competitie | Beker | Beker | Totaal | Totaal |
| Seizoen                        | Club                  | Land           | Competitie         | Wed.       | Dlp.       | Wed.  | Dlp.  | Wed.   | Dlp.   |
| ------------------------------ | --------------------- | -------------- | ------------------ | ---------- | ---------- | ----- | ----- | ------ | ------ |
| 2020/21                        | → Go Ahead Eagles     | Nederland      | Eerste divisie     | 25         | 2          | 3     | 0     | 28     | 2      |
| 2021/22                        | Antalyaspor           | Turkije        | Süper Lig          | 1          | 0          | 2     | 0     | 3      | 0      |
| 2021/22                        | → VfB Stuttgart II    | Duitsland      | Regionalliga Südw. | 11         | 2          | –     | –     | 11     | 2      |
| 2022/23                        | Antalyaspor           | Turkije        | Süper Lig          | 1          | 0          | 1     | 0     | 2      | 0      |
| 2022/23                        | → Gençlerbirliği SK   | Turkije        | 1. Lig             | 15         | 0          | 0     | 0     | 15     | 0      |
| 2023/24                        | Antalyaspor           | Turkije        | Süper Lig          | 0          | 0          | 0     | 0     | 0      | 0      |
| 2023/24                        | → Ankara Keçiörengücü | Turkije        | 1. Lig             | 5          | 0          | 1     | 0     | 6      | 0      |
| Carrièretotaal                 | Carrièretotaal        | Carrièretotaal | Carrièretotaal     | 58         | 4          | 7     | 0     | 65     | 4      |
| Bijgewerkt op 18 februari 2024 |                       |                |                    |            |            |       |       |        |        |